# 野田哲男
野田 哲男（のだ あきお）は、日本のロボット工学者・情報工学者。大阪工業大学ロボティクス＆デザイン工学部ロボット工学科教授。博士（工学）（奈良先端科学技術大学院大学）。日本ロボット学会フェロー。ワールドロボットサミット2017ものづくり競技委員会委員。システム制御情報学会第68期会長。計測自動制御学会システムインテグレーション部門長。農林水産省スマート農業の実現に向けた研究会委員。
専門は、知能情報学・産業用ロボット（IoT/AI含む）、メカトロニクス、スマート農業（ドローンなど）。

## 経歴
大阪教育大学附属高等学校(平野校舎)卒業。大阪大学基礎工学部機械工学科卒業。1987年大阪大学大学院基礎工学研究科機械工学専攻博士前期課程修了。2016年奈良先端科学技術大学院大学情報科学研究科情報科学専攻博士後期課程修了、博士（工学）（奈良先端科学技術大学院大学）。三菱電機先端技術総合研究所主席研究員を務めた後、2017年大阪工業大学ロボティクス＆デザイン工学部ロボット工学科に着任。2022年現在、同学科教授。
主な所属学会は、日本ロボット学会、計測自動制御学会など。主な受賞は、日本ロボット学会フェロー、FA財団論文賞(2021)、計測自動制御学会学会賞論文賞、The 45th International Conference on Computers & Industrial Engineering, CIE45 Second Award （論文賞、フランス）、R&D Magazine R&D100 Award 2014（アメリカ）など。

## 主な著書
- 「工場・製造プロセスへの IoT・AI導入と活用の仕方」（共著、技術情報協会2020、一般書）
- 「ハンディブック メカトロニクス改訂3版」（共著、オーム社2014、学術書）

## 主な研究
- NEDO「人と共に進化する次世代人工知能に関する技術開発事業」に関する研究
- NEDO「ロボット・ドローンが活躍する省エネルギー社会の実現プロジェクト」に関する研究[12]
- 産業用ロボットのニアライン教示法の提案とその一実装
- ポテンシャル法を用いた群ロボットの果樹収穫作業における移動計画の最適化
- 生物行動学に基づく4脚ロボットのエラー&リカバリシミュレーション

また、高校生向けロボットの啓蒙活動の一環として、ロボットアイデア甲子園2019審査委員長（大阪地区予選）を務めている。